# Université nouvelle de Bruxelles
De Université Nouvelle was een universiteit in de Belgische hoofdstad Brussel die bestond tussen 1894 en 1919.

## Oprichting

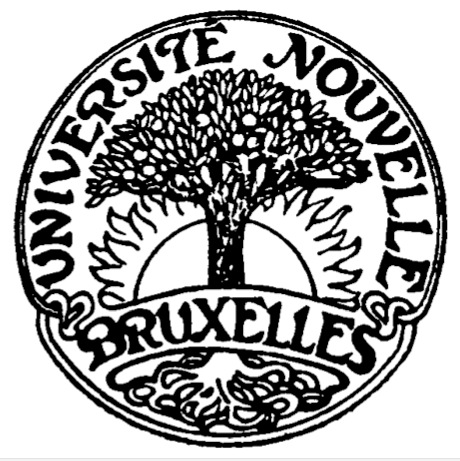
Stempel van de Université Nouvelle

De Université Nouvelle werd opgericht in oktober 1894 naar aanleiding van een politiek conflict aan de Université libre de Bruxelles. Er was ontevredenheid over de concentratie van alle beslissingsmacht in de administratieve raad van de ULB. Een aantal professoren en studenten richtte een dissidente universiteit op nadat een geplande lessenreeks van de Franse geograaf Elisée Reclus werd afgevoerd. Reclus stond erom bekend extreemlinks georiënteerd te zijn en dit werd als onaanvaardbaar beschouwd op een moment dat de Franse republiek door anarchistische aanslagen werd geteisterd. De affaire-Reclus was de druppel die een aantal studenten en professoren, waaronder rector Hector Denis, Guillaume De Greef, Edmond Picard, Emile Vandervelde, Paul Janson, Ernest Rousseau en Louis de Brouckère, ertoe deed besluiten de Université Nouvelle op te richten. Ook de Antwerpse socialist Camille Huysmans heeft hier enkele colleges gegeven tijdens zijn korte onderwijscarrière.
Andrée Despy-Meyer karakteriseert deze problemen aan de ULB als een generatieconflict, tussen de doctrinaire liberalen die deel uitmaakten van de administratieve raad, en een deel van de studenten en professoren die eerder socialistisch en progressieve liberalen waren.
In het begin werd deze nieuwe universiteit gesteund door het radicalere deel van de vrijmetselaarsloge Les Amis Philantropes, die naar aanleiding van de affaire-Reclus trouwens gesplitst werd. De nieuwe universiteit zou naast Reclus een opvallend groot aantal buitenlandse socialistische en progressief-liberale intellectuelen aantrekken. Tegenover dit internationale karakter stond dat de universiteit weinig Belgische studenten telde. De ontwikkeling van de universiteit legde geen rechtlijnig parcours af. Het studieaanbod was weinig constant en de diploma’s hadden geen wettelijke waarde. In de marge van de universiteit werden wel verschillende onderzoeks- en onderwijsinstellingen opgericht, waarvan vooral het Institut des Hautes Etudes veel succes kende, en tot op vandaag bestaat. Het Institut des Hautes Etudes was een eerder populariserende tak van de Université Nouvelle, dat (avond)onderwijs voor een divers publiek aanbood.

## Onderwijs
De Université Nouvelle wilde afstappen van de strikte scheiding tussen exacte en humane wetenschappen. Vooral De Greef, die gedurende de hele bestaansperiode van de universiteit rector was, drukte sterk zijn stempel op het aanbod. Een universeel en integraal onderwijs was de doelstelling, zonder onderscheid naar klasse of sekse. Het universitair onderwijs moest bovendien levenslang gratis toegankelijk zijn voor iedereen. Overdreven specialisatie werd verbannen. Wijsbegeerte en sociale wetenschappen werden verplichte opleidingsonderdelen voor elke student. De Greef volgde Auguste Comte in zijn morele idealen, maar combineerde dit met ideeën die minder eenduidig progressief waren. Het positivistische pedagogisch ideaal werd in zijn rectorale rede uit 1897 immers in expliciet biologische termen verwoord. Deze combinatie van ideeën kenmerkte ook de oriëntatie van de Université Nouvelle.

## De Eerste Wereldoorlog en de ontbinding van de Université Nouvelle
In tegenstelling tot de andere Belgische universiteiten sloot de Université Nouvelle niet tijdens de Eerste Wereldoorlog en de Duitse bezetting. Volgens Andrée Despy-Meyer is de verklaring hiervoor te vinden in het progressistische, socialistische en internationalistische karakter van de universiteit. Dit zou de universiteit als het ware onverschillig hebben gemaakt voor de gebeurtenissen van die tijd. Wanneer in december 1918 de beslissing werd genomen om de universiteit te ontbinden, was dat omdat zowel de morele als de materiële situatie waren veranderd door de oorlog. Enerzijds was de relatie met de ULB veranderd, doordat deze intussen gemoderniseerd was. Anderzijds, en van groter belang, bracht het feit dat de Oost-Europese studenten wegbleven de universiteit in financiële moeilijkheden. De Université Nouvelle ging in 1919 terug op in de ULB. Enkel het Institut des Hautes Etudes bleef verder bestaan als onafhankelijke instelling onder de naam Institut des Hautes Etudes de Belgique.